# Václav Bedřich
Václav Bedřich (28. srpna 1918 Příbram – 7. března 2009 Praha) byl český výtvarník, animátor a režisér.
Václav Bedřich během 2. světové války nemohl studovat, a tak pracoval ve filmových ateliérů AFIT a stal se předním animátorem. Později přešel do studia Bratři v triku a animoval pro Jiřího Trnku. Zaměřil se na tvorbu pro děti a v 60. letech 20. století stál na počátku historie Večerníčka. Režíroval první večerníčkovou sérii (O televizním strašidýlku) a režíroval i proslulou znělku, která je dnes nejstarší stále používanou televizní znělkou vůbec.
Natočil celkem 358 animovaných filmů, z nichž některé dnes už patří mezi klasiku tvorby pro děti, např. Maxipes Fík, O makové panence nebo Bob a Bobek. Do světa animovaného filmu přivedl mnoho předních výtvarníků jako Miroslav Štěpánek, Adolf Born, Cyril Bouda, Vladimír Renčín, Vladimír Jiránek atd.

## Filmografie (výběr)
- 1986 – Velká sýrová loupež
- 1981 – Maxipes Fík II. – Divoké sny Maxipsa Fíka
- 1978 – Bob a Bobek
- 1977 – O zvířátkách pana Krbce
- 1976 – Sazinka
- 1975 – Dobré jitro
- 1975 – Maxipes Fík
- 1975 – Říkání o víle Amálce
- 1973 – Poklad v pyramidě
- 1972 – Očistná lázeň
- 1972 – Kamenáč Bill a jeho přepevné laso
- 1971 – Kamenáč Bill a ohromní moskyti
- 1971 – O makové panence
- 1971 – Štaflík a Špagetka
- 1966 – Pohádky ovčí babičky
- 1964 – Kamenáč Bill a drzí zajíci
- 1958 – Modrý pondělek
- 1955 – Čert a Káča
- 1953 – Hrnečku, vař!
- 1951 – Pohádka o stromech a větru
- 1948 – Navrácená země